# Luis Gálvez Rodríguez de Arias
Luis Gálvez Rodríguez de Arias (San Fernando, 1864 — Madrid, 1935) fue un periodista, diplomático y aventurero español (muchas veces erróneamente señalado como boliviano) que proclamó la República de Acre en 1899. Gobernó la República de Acre entre el 14 de julio de 1899 y el 1 de enero de 1900 por primera vez, y entre el 30 de enero y el 15 de marzo de 1900 por segunda y última vez.
Gálvez estudió ciencias jurídicas y trabajó como diplomático en Europa. Emigró a Sudamérica con el fin de encontrar el mítico El Dorado en la Amazonia. En Manaus, escribió para el diario Commercio do Amazonas. Al traducir un documento sobre Bolivia, decidió ir a Acre. Apoyado financieramente por el gobierno de Amazonas, que esperaba anexar la región, rica en caucho, recibió la misión de tomar Acre, mayoritariamente habitado por brasileños, pero parte del territorio de Bolivia.
Lideró una rebelión en Acre, con trabajadores de los cauchales ("seringueiros") y veteranos de la guerra de Cuba, el día 14 de julio de 1899, fecha elegida por celebrarse el aniversario de los 110 años de la Toma de la Bastilla. Fundó la República Independiente de Acre, justificando que “no pudiendo ser brasileños, los seringueiros acreanos no aceptaban volverse bolivianos”. Llamado Emperador de Acre, asumió el cargo provisorio de presidente, creando la actual bandera, organizó ministerios, fundó escuelas, hospitales, un Ejército, cuerpo de bomberos, ejerció funciones de juez, emitió sellos postales e idealizó un país moderno para la época, con preocupaciones sociales, medioambientales y urbanísticas.
Un golpe de Estado en su gobierno de apenas seis meses de existencia lo retiró del cargo, siendo sustituido por el seringalista cearense Antônio de Sousa Braga, que un mes después devolvió el poder a Gálvez.
El Tratado de Ayacucho, firmado en 1867 entre Brasil y Bolivia, reconocía a Acre como posesión boliviana. Por eso, el gobierno federal de Brasil despachó una expedición militar compuesta por cuatro navíos de guerra y otro llevando tropas de infantería para apresar a Luis Gálvez, destituir la República de Acre y devolver la región a los dominios bolivianos. El 11 de marzo de 1900, Luis Gálvez se rindió a la fuerza a la Marina de Brasil, en Caquetá, a orillas del río Acre, y regresó a Europa.
Aunque Gálvez volvió a Brasil años después, el gobierno de Amazonas lo tomó preso y lo recluyó en el Fuerte de São Joaquim en Rio Branco, actual estado de Roraima, de donde huiría. Falleció en su natal España en 1935.

## Gálvez como personaje
- Gálvez, o Imperador do Acre es la primera novela folletinesca de Márcio de Souza, lanzada en 1976 y con catorce ediciones hasta 2007.
- En el primer semestre de 2007, el canal de televisión Rede Globo exhibió una Serie de televisión titulada Amazônia, de Gálvez a Chico Mendes, dedicada a la región del estado de Acre. El actor José Wilker interpretó a Luis Gálvez Rodríguez de Arias.
- El escritor español Alfonso Domingo publicó en 2003 una novela histórica cuyo protagonista sería Luis Gálvez (véase Referencias).